# Кошутняк
Кошутняк (серб. Кошутњак) — заповедная лесопарковая зона Белграда, столицы Сербии площадью 330 га, расположенная на холме высотой 250 м над уровнем моря. Находится в общинах Чукарица и Раковица.

## Описание
Происхождение названия связывают со словом кошут (косуля). Парк представляет собой смешанный лес. До 1903 года лес был закрытым местом, где велась дворцовая охота. 26 мая 1868 года в лесу был убит князь Михаил Обренович.
В Кошутняке существуют два отдельных комплекса:
- Спортивно-развлекательный центр «Пионерский город» (Пионирски град), где находятся площадки для футбола, атлетических соревнований, волейбола, баскетбола, гандбола, пять открытых и один закрытый бассейн, работают летняя и зимняя горнолыжные трассы.

- Кино-город (Филмски град), в котором расположены ателье и другие сооружения для производства фильмов.

У подножия холма находится источник Гайдукский фонтан. В Кошутняке также расположены кемпинг, отель и рестораны.

## Галерея

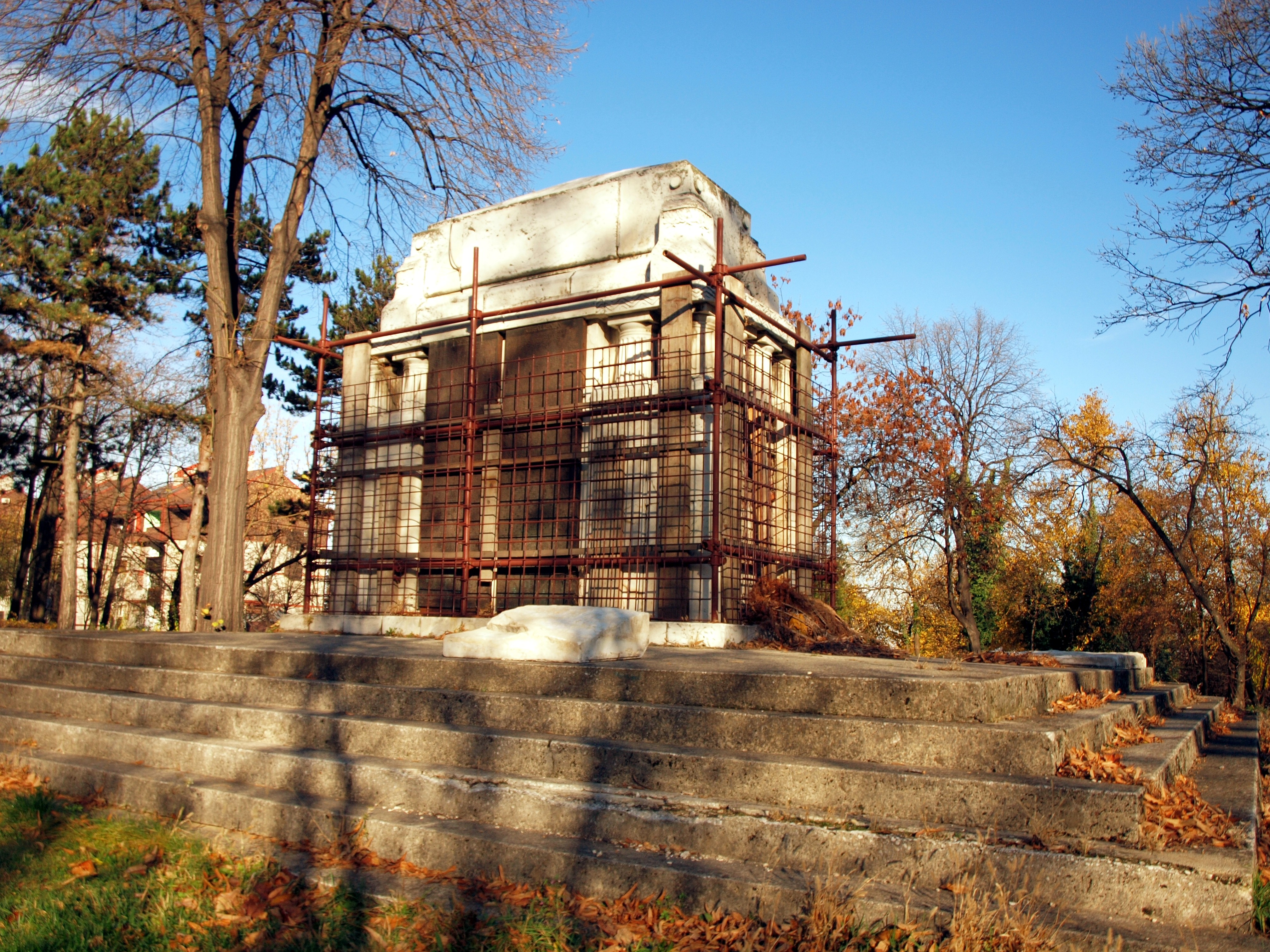
Памятник немецким солдатам первой мировой войны
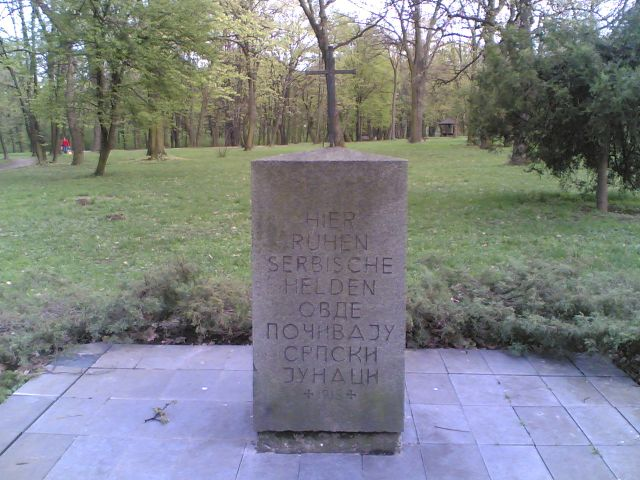
Памятник защитникам Белграда в 1915 году
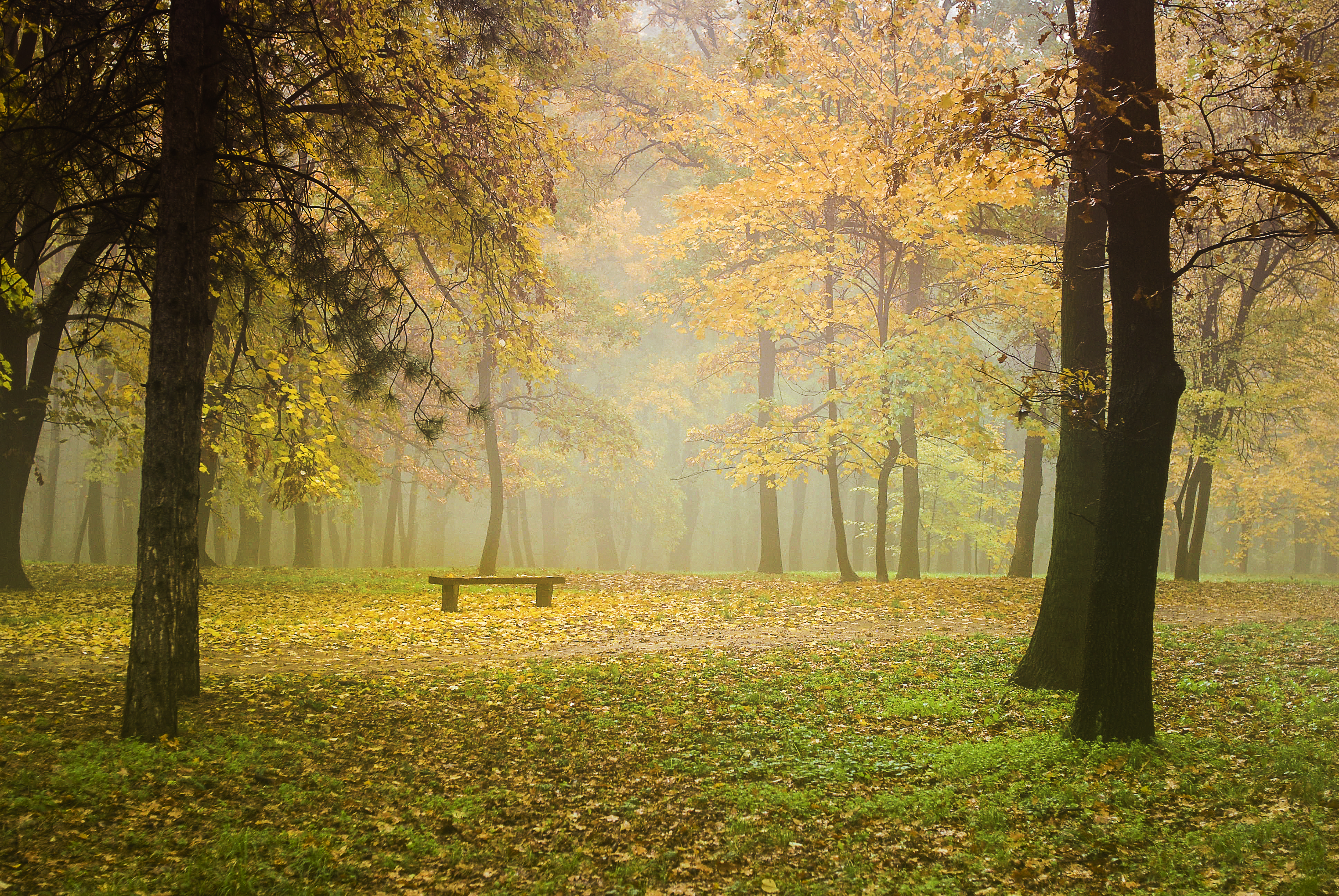
Осенью
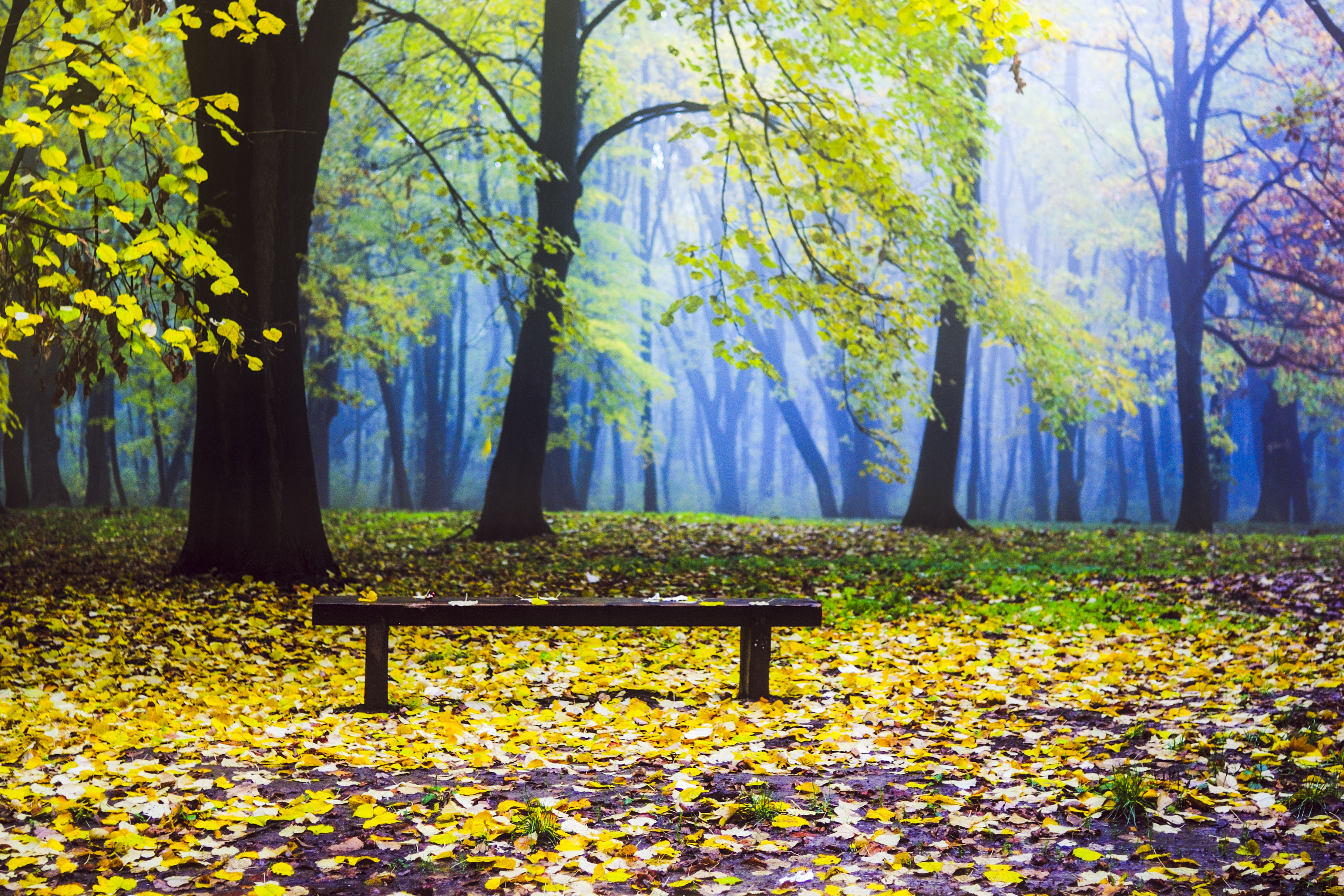
После дождя
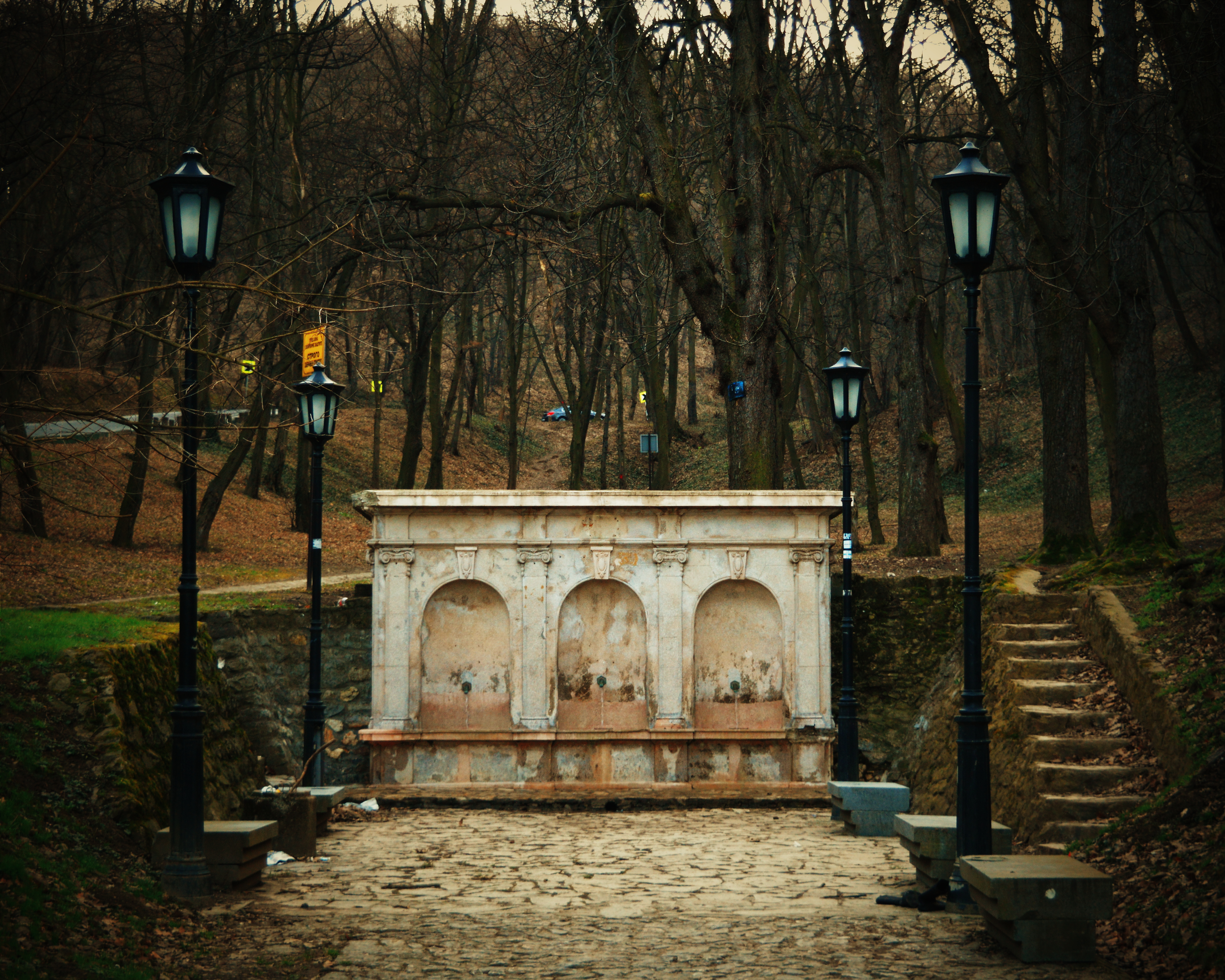
Гайдукский фонтан
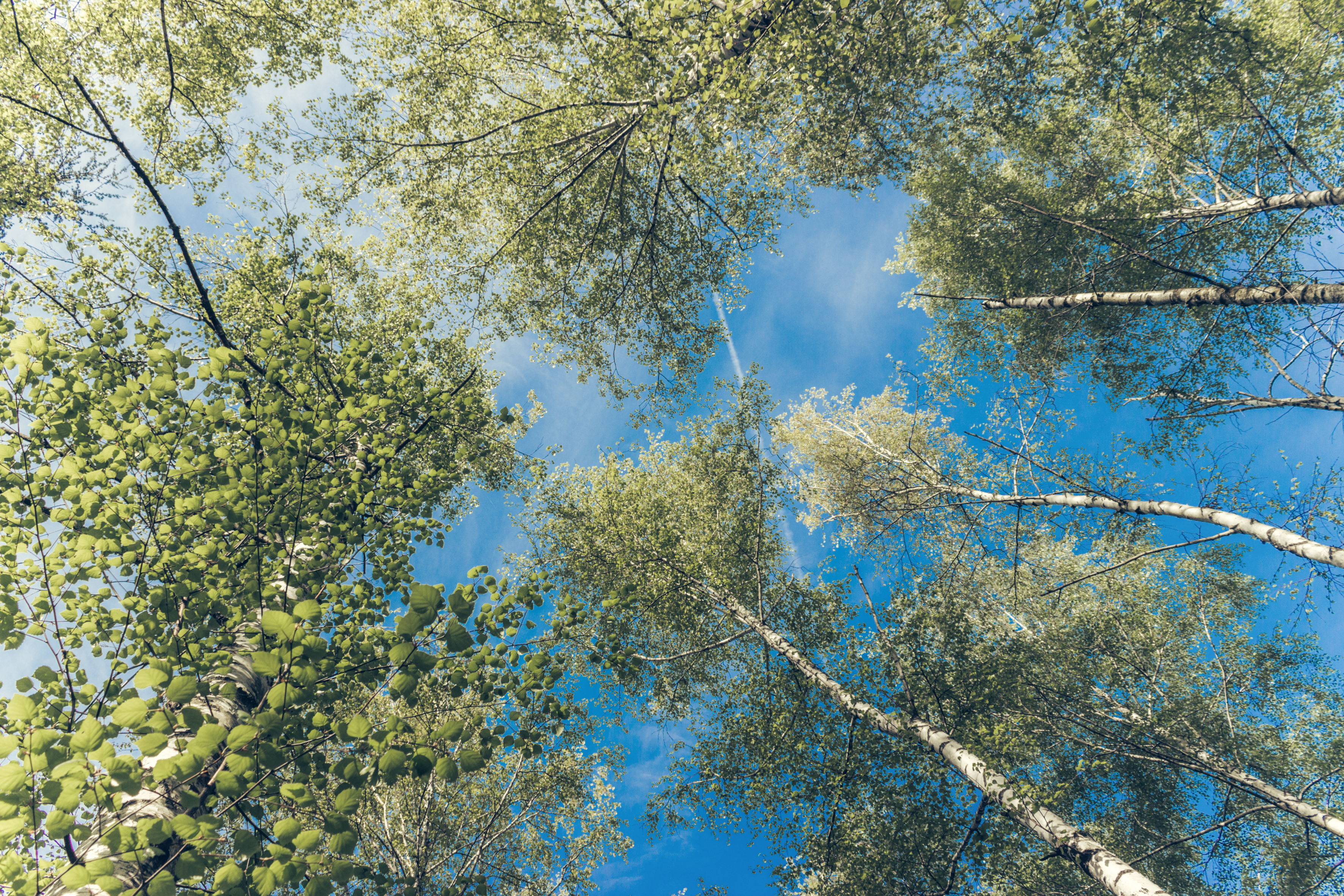
Весной
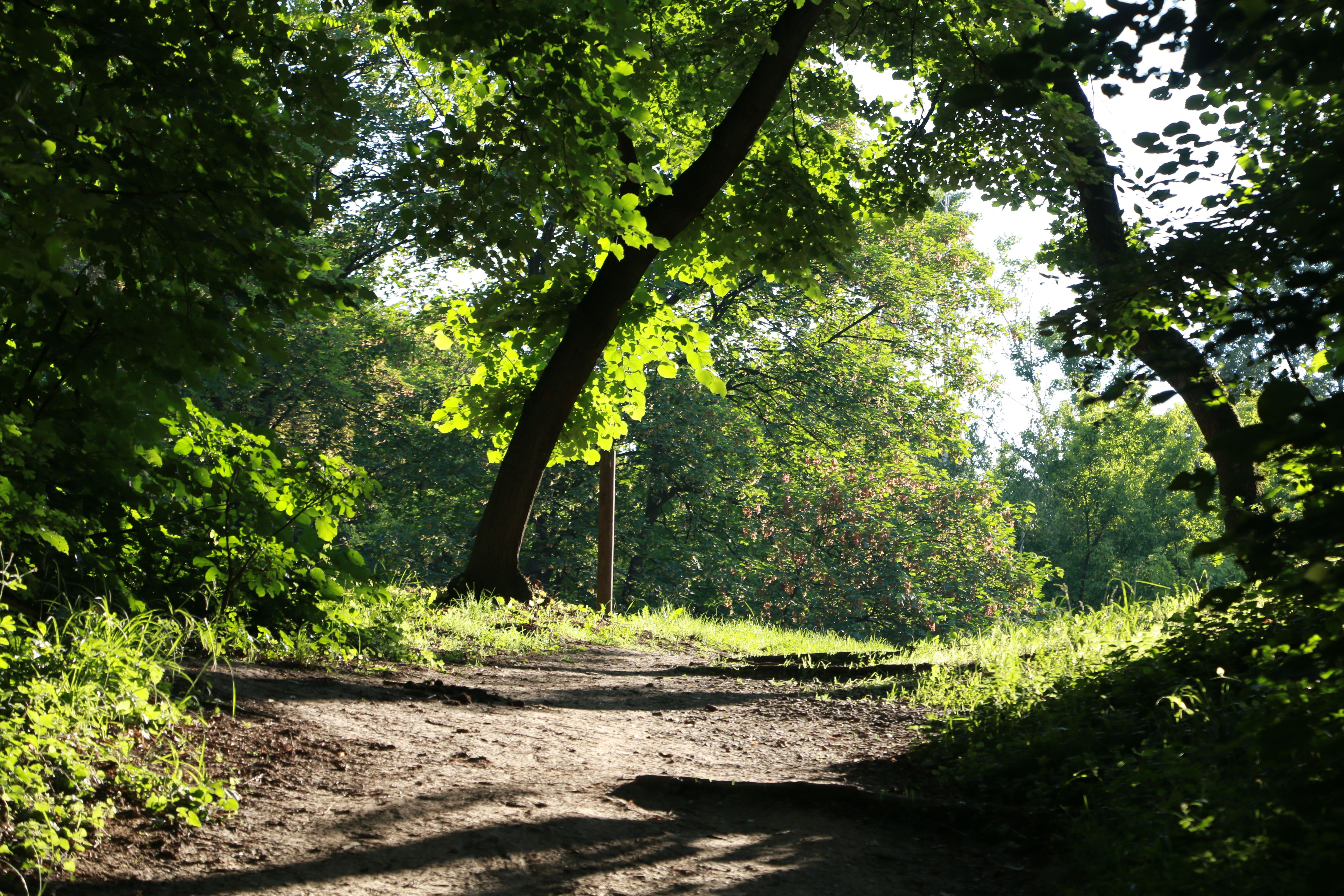
Деревья в парке